# Ulf Hannerz

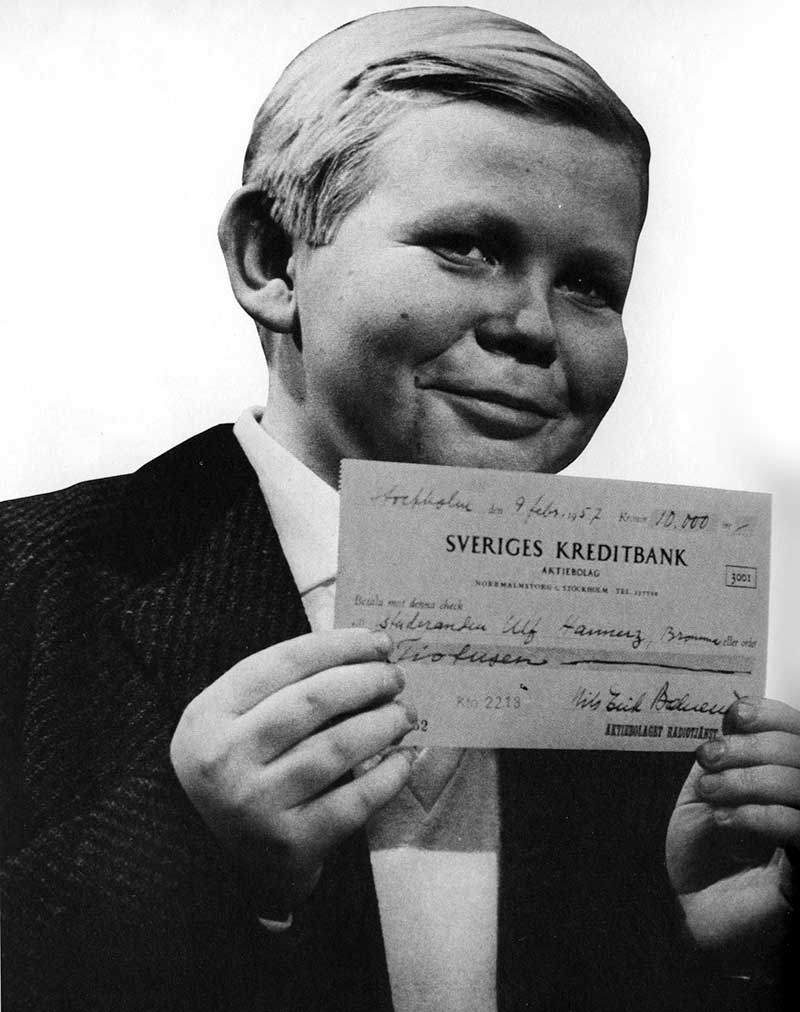
Ulf „Hajen“ Hannerz, 1957

Ulf Hannerz (* 9. Juni 1942 in Malmö) ist ein schwedischer Sozialanthropologe.
Ulf Hannerz war Professor an der Universität Stockholm und ist einer der führenden Theoretiker der neueren Kulturanthropologie. Seine Werke Cultural Complexity - Studies in the Social Organization of Meaning (New York 1992) und Transnational Connections – Culture, People, Places (London 1996) gehören zu den Klassikern der Kreolisierungstheorie.
1994 wurde Hannerz in die American Academy of Arts and Sciences gewählt. 2013 wurde er zum Ehrenmitglied der philosophisch-historischen Klasse der Österreichischen Akademie der Wissenschaften gewählt.